# Campeonato Europeu de Futebol Sub-19 de 2015
O Campeonato Europeu de Futebol Sub-19 de 2015 foi a 14ª edição da competição organizada pela UEFA para jogadores com até 19 anos de idade. O evento foi realizado na Grécia de 6 a 19 de julho.

## Eliminatórias
Além do país anfitrião, classificaram-se as seleções vencedoras dos 7 grupos da Ronda de Elite de Qualificação.

### Equipes classificadas
| País          | Método de qualificação | Melhor classificação                          |
| ------------- | ---------------------- | --------------------------------------------- |
| Grécia        | Anfitrião              | Vice-campeão (2007 e 2012)                    |
| Espanha       | Vencedor Grupo 1       | Campeão (2002, 2004, 2006, 2007, 2011 e 2012) |
| Alemanha      | Vencedor Grupo 2       | Campeão (2008 e 2014)                         |
| Rússia        | Vencedor Grupo 3       | Fase Grupos (2007)                            |
| Países Baixos | Vencedor Grupo 4       | Fase Grupos (2010 e 2013)                     |
| Ucrânia       | Vencedor Grupo 5       | Campeão (2009)                                |
| Áustria       | Vencedor Grupo 6       | Semi-finais (2003, 2006 e 2014)               |
| França        | Vencedor Grupo 7       | Campeão (2005 e 2010)                         |

### Sorteio final
O sorteio final foi realizado em Katerini, Grécia em 9 de junho de 2015 às 17:00 EEST (UTC+3). As oito equipes foram divididas em dois grupos de quatro equipes.

## Sedes
| Lárissa                          | Véria                            | Katerini                       |
| -------------------------------- | -------------------------------- | ------------------------------ |
| AEL FC Arena                     | Veria                            | FC Katerini                    |
| 39° 36′ 55,5″ N, 22° 23′ 57,8″ L | 40° 32′ 02,9″ N, 22° 12′ 08,2″ L | 40° 15′ 40,3″ N, 22° 30′ 44″ L |
| Capacidade: 16.118               | Capacidade: 7.000                | Capacidade: 4.956              |
|                                  |                                  |                                |
| Larissa Veria Katerini           |                                  |                                |

## Árbitros
Um total de 6 árbitros, 8 árbitros assistentes e 2 quartos árbitros foram nomeados para o torneio.
| Árbitros - Tamás Bognar - Andreas Ekberg - Marco Guida - Georgi Kabakov - Anthony Taylor - Andris Treimanis | Árbitros assistentes - Petr Blazej - Ricardo Fernandes Morais - Vital Jobin - Tomaz Klančnik - Dejan Nedelkoski - Neeme Neemlaid - Nemanja Petrović - Dennis Rasmussen | Quartos árbitros - Athanasios Giahos - Andreas Pappas |

## Fase de grupos
|  | Equipes classificadas para a semifinal |
|  | Equipes eliminadas                     |

### Grupo A
| Pos | Seleção | Pts | J | V | E | D | GP | GC | SG |
| --- | ------- | --- | - | - | - | - | -- | -- | -- |
| 1   | França  | 9   | 3 | 3 | 0 | 0 | 6  | 1  | +5 |
| 2   | Grécia  | 4   | 3 | 1 | 1 | 1 | 2  | 2  | 0  |
| 3   | Áustria | 2   | 3 | 0 | 2 | 1 | 2  | 3  | −1 |
| 4   | Ucrânia | 1   | 3 | 0 | 1 | 2 | 3  | 7  | −4 |

| 6 de julho | Grécia                                 | 2 – 0     | Ucrânia | Véria, Véria                               |
| 20:30      | Petros Orphanides 20' · Karahalios 76' | Relatório |         | Público: 3 430 Árbitro: ENG Anthony Taylor |

| 6 de julho | Áustria | 0 – 1     | França   | FC Katerini, Katerini                       |
| 21:00      |         | Relatório | Blin 34' | Público: 3 687 Árbitro: BUL Georgi Kulbakov |

| 9 de julho | Ucrânia    | 1 – 3     | França                                        | AEL FC Arena, Lárissa                        |
| 19:00      | Zubkov 55' | Relatório | Guirassy 31' · Dembélé 62' · Lukyanchuk 90+2' | Público: 1 619 Árbitro: LVA Andris Treimanis |

| 9 de julho | Grécia | 0 – 0     | Áustria | AEL FC Arena, Lárissa                       |
| 22:00      |        | Relatório |         | Público: 13 453 Árbitro: SWE Andreas Ekberg |

| 12 de julho | França                    | 2 – 0     | Grécia | FC Katerini, Katerini                   |
| 21:00       | Diakhaby 5' · Dembélé 64' | Relatório |        | Público: 4 149 Árbitro: ITA Marco Guida |

| 12 de julho | Ucrânia                     | 2 – 2     | Áustria          | Véria, Véria                           |
| 21:00       | Zubkov 14' · Luchkevych 63' | Relatório | Kvasina 47', 87' | Público: 992 Árbitro: HUN Tamás Bognar |

### Grupo B
| Pos | Seleção       | Pts | J | V | E | D | GP | GC | SG |
| --- | ------------- | --- | - | - | - | - | -- | -- | -- |
| 1   | Rússia        | 4   | 3 | 1 | 1 | 1 | 5  | 4  | +1 |
| 2   | Espanha       | 4   | 3 | 1 | 1 | 1 | 5  | 4  | +1 |
| 3   | Países Baixos | 4   | 3 | 1 | 1 | 1 | 2  | 2  | 0  |
| 4   | Alemanha      | 4   | 3 | 1 | 1 | 1 | 3  | 5  | −2 |

| 7 de julho | Países Baixos      | 1 – 0     | Rússia | AEL FC Arena, Lárissa                    |
| 18:30      | Van Amersfoort 44' | Relatório |        | Público: 2 038 Árbitro: HUN Tamás Bognar |

| 7 de julho | Alemanha | 0 – 3     | Espanha                                       | AEL FC Arena, Lárissa                   |
| 21:45      |          | Relatório | Merino 8' · Mayoral 72' (pen.) · Nahuel 90+3' | Público: 7 883 Árbitro: ITA Marco Guida |

| 10 de julho | Espanha     | 1 – 3     | Rússia                                   | Véria, Véria                                |
| 19:00       | Mayoral 13' | Relatório | Barinov 37' · Gasilin 48' · Sheydaev 54' | Público: 1 322 Árbitro: BUL Georgi Kulbakov |

| 10 de julho | Alemanha  | 1 – 0     | Países Baixos | FC Katerini, Katerini                      |
| 21:00       | Rizzo 89' | Relatório |               | Público: 3 753 Árbitro: ENG Anthony Taylor |

| 13 de julho | Rússia                           | 2 – 2     | Alemanha                | FC Katerini, Katerini                      |
| 21:00       | Kehrer 32' · Bezdenezhnykh 45+2' | Relatório | Kehrer 12' · Werner 65' | Público: 3 658 Árbitro: SWE Andreas Ekberg |

| 13 de julho | Espanha   | 1 – 1     | Países Baixos             | Véria, Véria                                 |
| 21:00       | Mirani 8' | Relatório | Van Amersfoort 54' (pen.) | Público: 1 811 Árbitro: LVA Andris Treimanis |

## Fase final
|  | Semifinal              | Semifinal |   |  | Final                  | Final |  |
|  |                        |           |   |  |                        |       |  |
|  | 16 de julho – Katerini |           |   |  |                        |       |  |
|  | França                 | 0         |   |  |                        |       |  |
|  | Espanha                | 2         |   |  |                        |       |  |
|  |                        |           |   |  |                        |       |  |
|  |                        |           |   |  | 19 de julho – Katerini |       |  |
|  |                        |           |   |  | Espanha                | 2     |  |
|  |                        | Rússia    | 0 |  |                        |       |  |
|  |                        |           |   |  |                        |       |  |
|  |                        |           |   |  |                        |       |  |
|  |                        |           |   |  |                        |       |  |
|  | 16 de julho – Lárissa  |           |   |  |                        |       |  |
|  | Rússia                 | 4         |   |  |                        |       |  |
|  | Grécia                 | 0         |   |  |                        |       |  |

### Semifinais
| 16 de julho | Rússia                                               | 4 – 0     | Grécia | AEL FC Arena, Lárissa                     |
| 19:00       | Chernov 50', 79' · Gasilin 52' · Sheydaev 64' (pen.) | Relatório |        | Público: 14 856 Árbitro: HUN Tamás Bognar |

| 16 de julho | França | 0 – 2     | Espanha            | FC Katerini - Katerini                     |
| 21:45       |        | Relatório | Asensio 88', 90+5' | Público: 3 812 Árbitro: SUE Andreas Ekberg |

### Final
| 19 de julho | Espanha                  | 2 – 0     | Rússia | FC Katerini, Katerini                      |
| 21:00       | Mayoral 39' · Nahuel 78' | Relatório |        | Público: 4 149 Árbitro: ENG Anthony Taylor |

## Premiação
| Campeonato Europeu Sub-19 2015 |
| ------------------------------ |
| ESPANHA Campeão (10° título)   |

| Jogador de Ouro   | Jogador de Ouro | Jogador de Ouro |
| ----------------- | --------------- | --------------- |
| ESP Marco Asensio |                 |                 |

### Equipe do torneio
| Posição    | Jogador              | Seleção       |
| ---------- | -------------------- | ------------- |
| Goleiros   | Anton Mitryushkin    | Rússia        |
| Goleiros   | Antonio Sivera       | Espanha       |
| Defensores | Terry Lartey Sanniez | Países Baixos |
| Defensores | Lukas Klünter        | Alemanha      |
| Defensores | Denis Yakuba         | Rússia        |
| Defensores | Lucas Hernández      | França        |
| Defensores | Augustine Loof       | Países Baixos |
| Defensores | Jesús Vallejo        | Espanha       |
| Meias      | Maxwel Cornet        | França        |
| Meias      | Issa Kallon          | Países Baixos |
| Meias      | Dmitri Barinov       | Rússia        |
| Meias      | Dani Ceballos        | Espanha       |
| Meias      | Kingsley Coman       | França        |
| Meias      | Marco Asensio        | Espanha       |
| Meias      | Rodrigo Hernández    | Espanha       |
| Atacante   | Timo Werner          | Alemanha      |
| Atacante   | Ramil Sheydaev       | Rússia        |
| Atacante   | Borja Mayoral        | Espanha       |

Fonte:

## Estatísticas

### Artilharia
3 gols
- ESP Borja Mayoral

2 gols
- AUT Marko Kvasina
- FRA Moussa Dembélé
- NED Pelle van Amersfoort
- RUS Nikita Chernov
- RUS Aleksei Gasilin
- RUS Ramil Sheydaev
- ESP Marco Asensio
- ESP Matías Nahuel
- UKR Oleksandr Zubkov

1 gol
- FRA Alexis Blin
- FRA Mouctar Diakhaby
- FRA Serhou Guirassy
- GER Thilo Kehrer
- GER Gianluca Rizzo
- GER Timo Werner
- GRE Zisis Karahalios
- RUS Dmitri Barinov
- RUS Igor Bezdenezhnykh
- ESP Mikel Merino
- UKR Valeriy Luchkevych

1 gol contra
- GER Thilo Kehrer (para a  Rússia)
- NED Damon Mirani (para a  Espanha)
- UKR Pavlo Lukyanchuk (para a  França)